# Meriania arborea
Meriania arborea är en tvåhjärtbladig växtart som beskrevs av José Jéronimo Triana. Meriania arborea ingår i släktet Meriania och familjen Melastomataceae. Inga underarter finns listade i Catalogue of Life.